# Haidao
Haidao är en socken i sydöstra Kina. Den ligger i Xiapu härad i staden Ningde i provinsen Fujian, omkring 88 kilometer nordost om provinshuvudstaden Fuzhou. Antalet invånare är 7 915. Befolkningen består av 3 673 kvinnor och 4 242 män. Barn under 15 år utgör 14,0 %, vuxna 15-64 år 76 %, och äldre över 65 år 9,0 %.